# Бенн, Джорди
Фи́ллип Джо́рдан Э́ллис Бенн (англ. Phillip Jordan Ellis Benn) более известный как Джо́рди Бенн (англ. Jordie Benn; 26 июля 1987 года, Виктория, Британская Колумбия, Канада) — бывший канадский хоккеист, скаут команды «Даллас Старз». Старший брат левого нападающего Джейми Бенна, вместе с которым играл за «Даллас».

## Ранние годы
Будущий хоккеист родился 26 июля 1987 года в Виктории, в семье Рэнди и Хизер Бенн. Помимо Джорди у его родителей есть ещё двое детей: сын Джейми и дочь Дженни. Джордан вырос в родной Виктории, где и начал заниматься хоккеем. Этот вид спорта Джорди полюбил в детстве и уже с ранних лет мечтал стать профессиональным игроком. В хоккей он играл вместе с младшим братом, причём очень часто Джейми и Джордан устраивали свои тренировки прямо в гараже семейного дома, где до сих пор остались следы от их занятий. Помимо хоккея Джорди в детстве также играл в бейсбол.

## Игровая карьера

### Юниорская карьера
Юный Джорди не выделялся талантом среди своих сверстников, поэтому клубную карьеру он начал в одной из низших юниорских лиг — Юниорской хоккейной лиге острова Ванкувер, находящейся по силе на втором уровне, где дебютировал в составе «Пенинсула Пантерз» в 2004 году. Отыграв один сезон за «Пантерз», по итогам которого за проявленные лидерские качества он получил «Коммунити Лидершип Эворд», а также был признан лучшим игроком обороны в команде, защитник привлёк к себе внимание со стороны клуба «Виктория Гриззлиз» (до 2006 года команда называлась «Виктория Сальса»), выступающего в более сильной лиге — Юниорской хоккейной лиге Британской Колумбии (BCHL). В «Викторию» Бенн перешёл в 2005 году, а в 2006 году партнёром Джорди в команде стал его брат, с которым он играл в «Гриззлиз» в течение одного сезона. Неплохо проявив себя в BCHL, Джорди заинтересовались клубы из Национальной ассоциации студенческого спорта (NCAA). Аляскинский университет в Фэрбанксе в 2006 году предоставил защитнику спортивную стипендию, чтобы он мог играть за студенческую команду «Аляска Нанукс», однако Джорди отказался от неё и продолжил выступать за «Гриззлиз». За «Викторию» защитник отыграл в общей сложности три года, причём последний сезон (2007/08) провёл в качестве капитана команды. В том сезоне он также был признан самым ценным игроком в «Гриззлиз».

### Выступление в низших профессиональных лигах
В 2008 году Бенн подписал контракт с командой «Манитоба Мус», входившей на тот момент в систему фарм-клубов «Ванкувер Кэнакс». По итогам предсезонных сборов Джорди не сумел закрепиться в составе «Манитобы», и перед началом регулярного чемпионата 2008/09 его отправили в клуб «Виктория Салмон Кингз» из Хоккейной лиги Восточного побережья, где защитник начал профессиональную карьеру. Отыграв один сезон за «Салмон Кингз», Бенн в 2009 году подписал соглашение с «Аллен Американс» — фарм-клубом «Даллас Старз» в Центральной хоккейной лиге (CHL). «Американс» успешно провели регулярный чемпионат 2009/10 и со второго места в своём дивизионе вышли в плей-офф. В плей-офф Президентского кубка CHL Джорди продемонстрировал хорошую игру и помог своей команде выйти в финал, где «Американс» не сумели одержать победу над соперником. После успешного сезона в CHL защитником заинтересовался клуб «Техас Старз» из Американской хоккейной лиги (АХЛ), с которым в 2010 году он подписал контракт. Перед началом регулярного чемпионата 2010/11 Джорди получил приглашение в тренировочный лагерь «Даллас Старз», но по его итогам хоккеист не сумел закрепиться в составе команды, и в конце сентября его отправили в АХЛ, где он провёл весь сезон.

### Национальная хоккейная лига
В июле 2011 года Джорди подписал свой первый контракт с «Далласом», сроком на один год. Большую часть сезона 2011/12 он провёл в «Техасе», где демонстрировал хорошую игру. В начале 2012 года Джорди, ставший к середине сезона одним из лучших защитников в фарм-клубе «Далласа», впервые был вызван в основную команду. Дебют Бенна в Национальной хоккейной лиге (НХЛ) состоялся 2 января 2012 года. Уже в первом матче в лиге Джорди отметился результативным баллом, который записал на свой счёт за голевую передачу. После дебюта защитник в регулярном чемпионате НХЛ ещё дважды сыграл за «Даллас», проведя на льду в общей сложности в трёх матчах 14 минут.

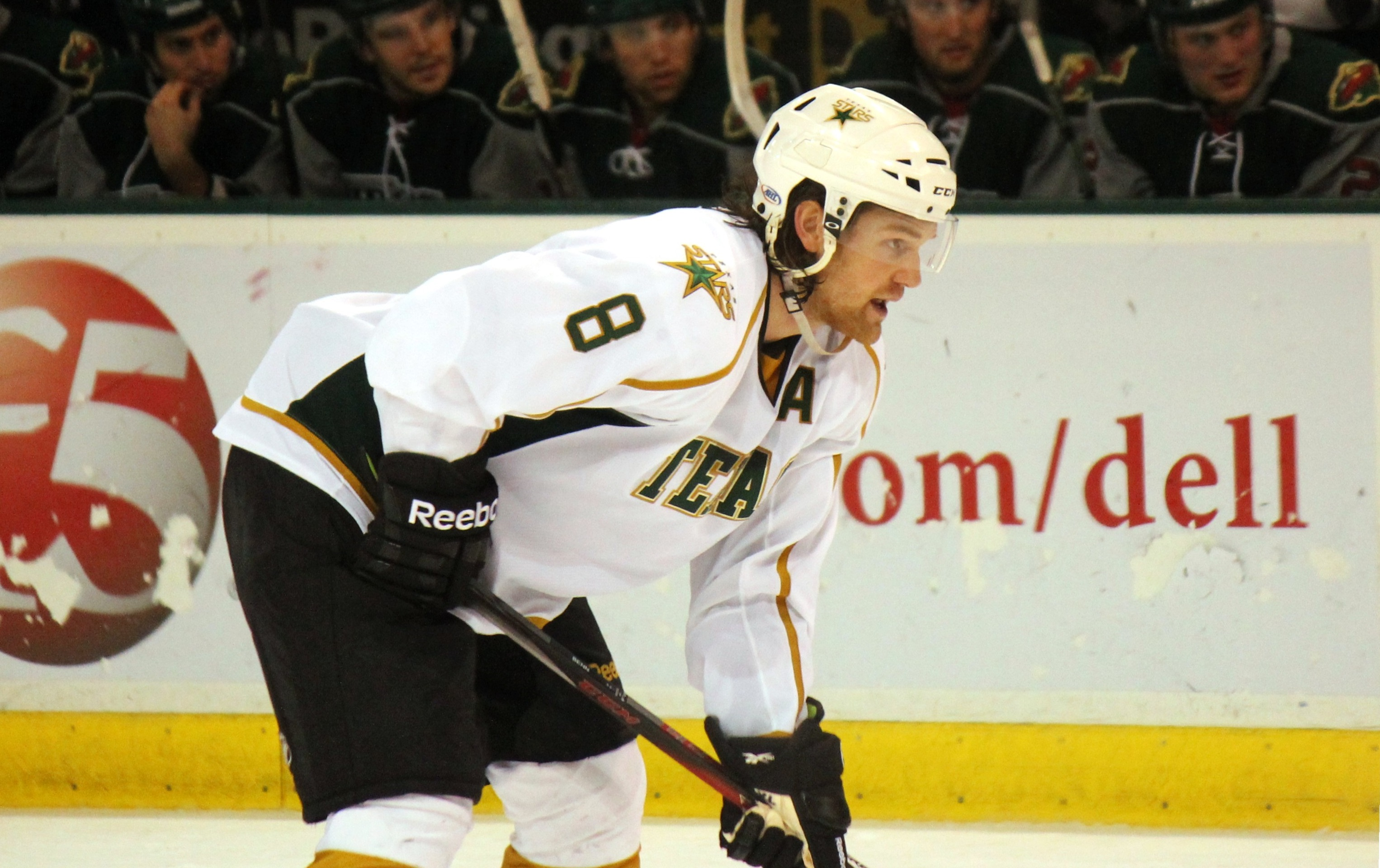
Джорди в игре за «Техас Старз»

Летом 2012 года Бенн ещё на год продлил контракт с «Далласом». Несмотря на успешную игру в прошлом сезоне, большую часть регулярного чемпионата 2012/13 защитник провёл в АХЛ. Причиной этому стал локаут, который продолжался в НХЛ до января 2013 года. Во второй половине сезона Джорди начали регулярно привлекать в «Даллас», и в концовке чемпионата он сумел закрепиться в составе команды. 23 марта 2013 года, в матче против «Колорадо Эвеланш», защитник, забросив шайбу в ворота Семёна Варламова, открыл счёт голам, забитым в НХЛ.
3 июля 2013 года Бенн подписал первый долгосрочный контракт с «Далласом» — на три года. Сезон 2013/14 для Джорди стал первым полноценным в НХЛ и одним из самых успешных в карьере. В течение регулярного чемпионата хоккеист демонстрировал надёжную игру в обороне, что позволило ему стать одним из лучших в защитной линии команды. «Старз» впервые за шесть предыдущих лет попали в число 16 команд, продолживших борьбу за Кубок Стэнли. Это дало возможность Бенну провести дебютные игры в плей-офф.
В сезоне 2014/15 Джорди вновь оказался одним из лучших среди защитников команды. За два года выступления в «Далласе» Бенн сумел добиться большого прогресса, что позволило ему стать основным игроком оборонительной линии клуба.
В 2016-м году подписал еще один контракт сроком на три года с зарплатой 1.1 миллиона в год. Несмотря на это в первом же сезоне по этому контракту в дедлайн сезона 2016/17 был обменян в «Монреаль Канадиенс» на защитника Грега Патерина.
1 июля 2019 года как свободный агент подписал двухлетний контракт на 4 млн долларов с «Ванкувер Кэнакс».
12 апреля 2021 года был обменян в «Виннипег Джетс».
27 августа 2021 года как свободный агент подписал однолетний контракт с «Миннесотой Уайлд» на 900 тыс. долларов. В сезоне 2021/22 Бенн сыграл только 39 матчей и набрал 8 очков (1+7).
Проведя в НХЛ еще два сезона, а также заглянув на один год в чемпионат Швеции, Бенн завершил карьеру, о чем объявил 10 сентября 2024 года

## Тренерская карьера
Уже через неделю после завершения карьеры Бенн вернулся в «Даллас Старс» на позицию скаута по АХЛ и ассистента тренера по развитию игроков.

## Характеристика игрока
В молодом возрасте Бенн демонстрировал хорошую позиционную игру при переходе команды из нападения в оборону, а также при организации атак за счёт постоянного перемещения на льду и умения правильно выбирать позицию. Бенн обладал неплохими физическими данными, но при защите собственных ворот он также хорошо работал клюшкой, регулярно лишая противника шайбы и без силовой борьбы. Среди слабых сторон у Бенна выделяли недостаточно высокий общий уровень мастерства, а также неумение принимать на льду быстрые решения.

## Статистика
| Легенда | Легенда                    | Легенда | Легенда                   | Легенда | Легенда    |
| ------- | -------------------------- | ------- | ------------------------- | ------- | ---------- |
| И       | Количество проведённых игр | Штр     | Штрафное время            | +/−     | Плюс-минус |
| Г       | Голы                       | П       | Голевые передачи          | О       | Очки       |
| -       | Статистика неизвестна      | —       | Статистика не учитывалась |         |            |

### Клубная карьера
- Статистика приведена по данным сайтов Eliteprospects.com[4] и NHL.com[23]